# Grande Prêmio da Bélgica de 2020
Grande Prêmio da Bélgica de 2020 (formalmente denominado Formula 1 Rolex Belgian Grand Prix 2020) foi a sétima etapa do Campeonato Mundial de 2020 da Fórmula 1. Foi disputado em 30 de agosto de 2020 no Circuito de Spa-Francorchamps, Spa, Bélgica.

## Relatório

### Treino Classificatório
Q1
Max Verstappen começou o Q1 fazendo 1m43s408, mas Sainz foi 0s086 mais veloz e tomou o primeiro lugar. Ricciardo foi ainda melhor do que os dois, com 1m43s309. Mas a Mercedes veio em seguida e estraçalhou a concorrência, com Hamilton cravando 1m42s323, 0s211 à frente de Bottas. Logo depois, Max melhorou para 1m43s197 e subiu para terceiro.
Antes da última série de tentativas no Q1, houve um replay do que aconteceu em Monza, no ano passado, quando os pilotos formaram uma fila indiana enquanto tentavam dar espaço aos adversários para não pegar tráfego na volta cronometrada. Pelo menos dessa vez não houve prejuízo para ninguém.
O fim do Q1 foi marcado pelo desespero da Ferrari, que correu sério risco de ficar fora do Q2 com seus dois carros. Mas na última tentativa, Leclerc estabeleceu 1m43s656 e conseguiu o 15º lugar, enquanto Vettel, que tinha sido o último colocado no terceiro treino livre, cravou 1m43s567 e ainda ficou em 13º. Um desempenho um pouco menos vexatório.
Sorte de Leclerc que Kevin Magnussen errou na sua última volta e ficou com a última posição no grid. Também foram eliminados Romain Grosjean, companheiro de equipe do dinamarquês na Haas, os dois pilotos da Alfa Romeo, Antonio Giovinazzi e Kimi Raikkonen, e Nicholas Latifi, da Williams.
Eliminados:
Q2
A Mercedes de cara mostrou força no começo do Q2, com Hamilton cravando o melhor tempo do fim de semana até então, com 1m42s014, enquanto Bottas ficou 0s112 atrás. Verstappen só conseguiu uma volta 0s4 acima em relação a Hamilton. Todos os três fizeram suas melhores voltas com o pneu médio e vão largar com esses compostos na prova deste domingo, por regulamento.
Na parte inicial do treino, os dois pilotos da equipe Renault, a exemplo dos treinos livres, mostraram bom desempenho, com Ricciardo à frente de Ocon, em quarto e quinto respectivamente. No fim, Sainz se colocou em quarto, com pneus macios, mas depois caiu para quinto quando Albon, também com compostos macios, subiu para terceiro e ultrapassou Verstappen.
A Ferrari, como se esperava, acabou eliminada com os dois carros, com Leclerc em 13º, logo à frente de Vettel. Também foram eliminados os dois pilotos da Alpha Tauri e George Russell, com a Williams.
Eliminados:
Q3
Na hora mais importante, Hamilton voltou a ter uma performance absurda e estabeleceu a volta mais rápida de todos os tempos em Spa-Francorchamps, com 1m41s451, com Bottas conseguindo apenas 1m42s029. Ricciardo levou a Renault ao terceiro lugar, com 1m42s061, 0s019 à frente de Verstappen.
Na última tentativa, Hamilton melhorou ainda mais seu tempo e baixou para 1m41s252. Bottas também melhorou mas ainda ficou mais de meio segundo atrás, enquanto Verstappen conseguiu tirar o terceiro lugar de Ricciardo.
Após conquistar a pole, Hamilton prestou uma homenagem ao ator americano Chadwick Boseman, que morreu na sexta-feira, aos 42 anos. Imediatamente, o inglês dedicou a pole ao ator pelo rádio e, ao sair do carro, fez o símbolo do "Pantera Negra", personagem interpretado pelo americano no cinema e que também marca a luta antirracista encampada pelo hexacampeão nos últimos meses.

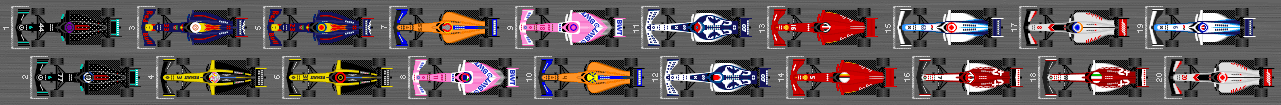
Grid de Largada

## Pneus
| Nome do composto | Cor | Banda de rolamento | Condições de Tempo | Dry Type                           | Aderência       | Longevidade   |
| ---------------- | --- | ------------------ | ------------------ | ---------------------------------- | --------------- | ------------- |
| Macio (C4)       |     | Slick (P Zero)     | Seco               | Soft                               | Mais aderência  | Menos durável |
| Médio (C3)       |     | Slick (P Zero)     | Seco               | Medium                             | Médio           | Médio         |
| Duro (C2)        |     | Slick (P Zero)     | Seco               | Hard                               | Menos aderência | Mais durável  |
| Intermediário    |     | Sulcos (Cinturato) | Molhado            | Intermediate (água não estagnante) | —               | —             |
| Chuva            |     | Sulcos (Cinturato) | Molhado            | Wet (água estagnante)              | —               | —             |

| Escolhas de Pneus de cada piloto para o GP da Bélgica: | Escolhas de Pneus de cada piloto para o GP da Bélgica: | Escolhas de Pneus de cada piloto para o GP da Bélgica: | Escolhas de Pneus de cada piloto para o GP da Bélgica: | Escolhas de Pneus de cada piloto para o GP da Bélgica: | Escolhas de Pneus de cada piloto para o GP da Bélgica: |
| ------------------------------------------------------ | ------------------------------------------------------ | ------------------------------------------------------ | ------------------------------------------------------ | ------------------------------------------------------ | ------------------------------------------------------ |
| Nº                                                     | Pilotos                                                | Equipe(s)                                              | Duro                                                   | Médio                                                  | Macio                                                  |
| 44                                                     | Lewis Hamilton                                         | Mercedes                                               | 2                                                      | 3                                                      | 8                                                      |
| 77                                                     | Valtteri Bottas                                        | Mercedes                                               | 2                                                      | 3                                                      | 8                                                      |
| 5                                                      | Sebastian Vettel                                       | Ferrari                                                | 2                                                      | 3                                                      | 8                                                      |
| 16                                                     | Charles Leclerc                                        | Ferrari                                                | 2                                                      | 3                                                      | 8                                                      |
| 23                                                     | Alexander Albon                                        | Red Bull-Honda                                         | 2                                                      | 3                                                      | 8                                                      |
| 33                                                     | Max Verstappen                                         | Red Bull-Honda                                         | 2                                                      | 3                                                      | 8                                                      |
| 3                                                      | Daniel Ricciardo                                       | Renault                                                | 2                                                      | 3                                                      | 8                                                      |
| 31                                                     | Esteban Ocon                                           | Renault                                                | 2                                                      | 3                                                      | 8                                                      |
| 8                                                      | Romain Grosjean                                        | Haas-Ferrari                                           | 2                                                      | 3                                                      | 8                                                      |
| 20                                                     | Kevin Magnussen                                        | Haas-Ferrari                                           | 2                                                      | 3                                                      | 8                                                      |
| 55                                                     | Carlos Sainz Jr.                                       | McLaren-Renault                                        | 2                                                      | 3                                                      | 8                                                      |
| 4                                                      | Lando Norris                                           | McLaren-Renault                                        | 2                                                      | 3                                                      | 8                                                      |
| 11                                                     | Sergio Pérez                                           | Racing Point-Mercedes                                  | 2                                                      | 3                                                      | 8                                                      |
| 18                                                     | Lance Stroll                                           | Racing Point-Mercedes                                  | 2                                                      | 3                                                      | 8                                                      |
| 7                                                      | Kimi Raikkonen                                         | Alfa Romeo Racing-Ferrari                              | 2                                                      | 3                                                      | 8                                                      |
| 99                                                     | Antonio Giovinazzi                                     | Alfa Romeo Racing-Ferrari                              | 2                                                      | 3                                                      | 8                                                      |
| 10                                                     | Pierre Gasly                                           | AlphaTauri-Honda                                       | 2                                                      | 3                                                      | 8                                                      |
| 26                                                     | Daniil Kvyat                                           | AlphaTauri-Honda                                       | 2                                                      | 3                                                      | 8                                                      |
| 6                                                      | Nicholas Latifi                                        | Williams-Mercedes                                      | 2                                                      | 3                                                      | 8                                                      |
| 63                                                     | George Russell                                         | Williams-Mercedes                                      | 2                                                      | 3                                                      | 8                                                      |

## Resultados

### Treino Classificatório
| Pos.                     | Nº | Piloto             | Construtor                | Tempos   | Tempos   | Tempos   | Grid |
| Pos.                     | Nº | Piloto             | Construtor                | Q1       | Q2       | Q3       | Grid |
| ------------------------ | -- | ------------------ | ------------------------- | -------- | -------- | -------- | ---- |
| 1                        | 44 | Lewis Hamilton     | Mercedes                  | 1:42.323 | 1:42.014 | 1:41.252 | 1    |
| 2                        | 77 | Valtteri Bottas    | Mercedes                  | 1:42.534 | 1:42.126 | 1:41.763 | 2    |
| 3                        | 33 | Max Verstappen     | Red Bull Racing-Honda     | 1:43.197 | 1:42.126 | 1:41.778 | 3    |
| 4                        | 3  | Daniel Ricciardo   | Renault                   | 1:43.309 | 1:42.487 | 1:42.061 | 4    |
| 5                        | 23 | Alexander Albon    | Red Bull Racing-Honda     | 1:43.418 | 1:42.193 | 1:42.264 | 5    |
| 6                        | 31 | Esteban Ocon       | Renault                   | 1:43.505 | 1:42.534 | 1:42.396 | 6    |
| 7                        | 55 | Carlos Sainz Jr.   | McLaren-Renault           | 1:43.322 | 1:42.478 | 1:42.438 | 7    |
| 8                        | 11 | Sergio Pérez       | Racing Point-BWT Mercedes | 1:43.349 | 1:42.670 | 1:42.532 | 8    |
| 9                        | 18 | Lance Stroll       | Racing Point-BWT Mercedes | 1:43.265 | 1:42.491 | 1:42.603 | 9    |
| 10                       | 4  | Lando Norris       | McLaren-Renault           | 1:43.514 | 1:42.722 | 1:42.657 | 10   |
| 11                       | 26 | Daniil Kvyat       | AlphaTauri-Honda          | 1:43.267 | 1:42.730 | N/A      | 11   |
| 12                       | 10 | Pierre Gasly       | AlphaTauri-Honda          | 1:43.262 | 1:42.745 | N/A      | 12   |
| 13                       | 16 | Charles Leclerc    | Ferrari                   | 1:43.656 | 1:42.996 | N/A      | 13   |
| 14                       | 5  | Sebastian Vettel   | Ferrari                   | 1:43.567 | 1:43.261 | N/A      | 14   |
| 15                       | 63 | George Russell     | Williams-BWT Mercedes     | 1:43.630 | 1:43.468 | N/A      | 15   |
| 16                       | 7  | Kimi Räikkönen     | Alfa Romeo Racing-Ferrari | 1:43.743 | N/A      | N/A      | 16   |
| 17                       | 8  | Romain Grosjean    | Haas-Ferrari              | 1:43.838 | N/A      | N/A      | 17   |
| 18                       | 99 | Antonio Giovinazzi | Alfa Romeo Racing-Ferrari | 1:43.950 | N/A      | N/A      | 18   |
| 19                       | 6  | Nicholas Latifi    | Williams-BWT Mercedes     | 1:44.138 | N/A      | N/A      | 19   |
| 20                       | 20 | Kevin Magnussen    | Haas-Ferrari              | 1:44.314 | N/A      | N/A      | 20   |
| Regra dos 107%: 1:49.485 |    |                    |                           |          |          |          |      |
| Fonte::                  |    |                    |                           |          |          |          |      |

### Corrida

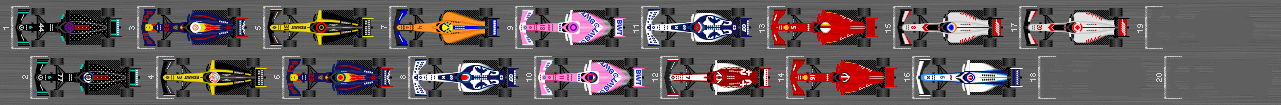
Resultado da Corrida

A McLaren de Carlos Sainz Jr. sofreu uma falha de escape em seu caminho para a grade antes da volta de apresentação, o que significa que ele não foi capaz de começar a corrida. Na volta 9, a Alfa Romeo Racing de Antonio Giovinazzi perdeu o controle do carro que sai do turno 14 e bater no lado direito, enquanto a Williams de George Russell levou evitar a ação para a esquerda, mas acabou falhando como os restos do Alfa Romeo o fez tirar mais grama, fazendo-o bater na parede esquerda.
| Pos.                                                              | Nu. | Piloto             | Construtor                | Voltas | Tempo/Retirado          | Grid | Pontos |
| ----------------------------------------------------------------- | --- | ------------------ | ------------------------- | ------ | ----------------------- | ---- | ------ |
| 1                                                                 | 44  | Lewis Hamilton     | Mercedes'                 | 44     | 1:24:08.761             | 1    | 25     |
| 2                                                                 | 77  | Valtteri Bottas    | Mercedes'                 | 44     | +8.448                  | 2    | 18     |
| 3                                                                 | 33  | Max Verstappen     | Red Bull Racing-Honda     | 44     | +15.455                 | 3    | 15     |
| 4                                                                 | 3   | Daniel Ricciardo   | Renault                   | 44     | +18.877                 | 4    | 131    |
| 5                                                                 | 31  | Esteban Ocon       | Renault                   | 44     | +40.650                 | 6    | 10     |
| 6                                                                 | 23  | Alexander Albon    | Red Bull Racing-Honda     | 44     | +42.712                 | 5    | 8      |
| 7                                                                 | 4   | Lando Norris       | McLaren-Renault           | 44     | +43.774                 | 10   | 6      |
| 8                                                                 | 10  | Pierre Gasly       | AlphaTauri-Honda          | 44     | +47.371                 | 12   | 4      |
| 9                                                                 | 18  | Lance Stroll       | Racing Point-BWT Mercedes | 44     | +52.603                 | 9    | 2      |
| 10                                                                | 11  | Sergio Pérez       | Racing Point-BWT Mercedes | 44     | +53.179                 | 8    | 1      |
| 11                                                                | 26  | Daniil Kvyat       | AlphaTauri-Honda          | 44     | +1:10.200               | 11   |        |
| 12                                                                | 7   | Kimi Räikkönen     | Alfa Romeo Racing-Ferrari | 44     | +1:11.504               | 16   |        |
| 13                                                                | 5   | Sebastian Vettel   | Ferrari                   | 44     | +1:12.894               | 14   |        |
| 14                                                                | 16  | Charles Leclerc    | Ferrari                   | 44     | +1:14.920               | 13   |        |
| 15                                                                | 8   | Romain Grosjean    | Haas-Ferrari              | 44     | +1:16.793               | 17   |        |
| 16                                                                | 6   | Nicholas Latifi    | Williams-Mercedes         | 44     | +1:17.795               | 19   |        |
| 17                                                                | 20  | Kevin Magnussen    | Haas-Ferrari              | 44     | +1:25.540               | 20   |        |
| Ret                                                               | 99  | Antonio Giovinazzi | Alfa Romeo Racing-Ferrari | 9      | Acidente                | 18   |        |
| Ret                                                               | 63  | George Russell     | Williams-Mercedes         | 9      | Colisão com detritos    | 15   |        |
| DNS                                                               | 55  | Carlos Sainz Jr.   | McLaren-Renault           | 0      | Problema no escapamento | —2   |        |
| volta mais rápida: Daniel Ricciardo (Renault) – 1:47.483 (lap 44) |     |                    |                           |        |                         |      |        |
| Source:                                                           |     |                    |                           |        |                         |      |        |

Notes
- ↑1  – Inclui um ponto para a volta mais rápida
- ↑2  – Carlos Sainz Jr. qualificou-se em sétimo, mas o seu lugar na grelha ficou vago porque não largou a corrida.[5]

## Voltas na Liderança
| Nº de Voltas | Piloto         | Voltas |
| ------------ | -------------- | ------ |
| 44           | Lewis Hamilton | 1-44   |

## 2020DHLFastest Pit Stop Award

### Resultado
| 1      | 6  | Nicholas Latifi  | Williams-Mercedes         | 2.37 | 25 |
| 2      | 44 | Lewis Hamilton   | Mercedes                  | 2.50 | 18 |
| 3      | 23 | Alexander Albon  | Red Bull-Honda            | 2.52 | 15 |
| 4      | 33 | Max Verstappen   | Red Bull-Honda            | 2.63 | 12 |
| 5      | 5  | Sebastian Vettel | Ferrari                   | 2.64 | 10 |
| 6      | 7  | Kimi Räikkönen   | Alfa Romeo Racing-Ferrari | 2.66 | 8  |
| 7      | 4  | Lando Norris     | McLaren-Renault           | 2.66 | 6  |
| 8      | 10 | Pierre Gasly     | Alpha Tauri-Honda         | 2.70 | 4  |
| 9      | 11 | Sergio Pérez     | Racing Point-Mercedes     | 2.79 | 2  |
| 10     | 3  | Daniel Ricciardo | Renault                   | 2.92 | 1  |
| Fonte: |    |                  |                           |      |    |

### Classificação
| Tabela do DHL Fastest Pit Stop Award \| Pos \| Construtor \| Pontos \| \| --- \| ------------------------- \| ------ \| \| 1 \| Red Bull-Honda \| 225 \| \| 2 \| Mercedes \| 131 \| \| 3 \| Williams-Mercedes \| 118 \| \| 4 \| Alfa Romeo Racing-Ferrari \| 78 \| \| 5 \| Renault \| 61 \| \| 6 \| Ferrari \| 33 \| \| 7 \| AlphaTauri-Honda \| 31 \| \| 8 \| Racing Point-Mercedes \| 15 \| \| 9 \| McLaren-Renault \| 14 \| \| 10 \| Haas-Ferrari \| 1 \| |                           |        |
| Pos | Construtor                | Pontos |
| 1 | Red Bull-Honda            | 225    |
| 2 | Mercedes                  | 131    |
| 3 | Williams-Mercedes         | 118    |
| 4 | Alfa Romeo Racing-Ferrari | 78     |
| 5 | Renault                   | 61     |
| 6 | Ferrari                   | 33     |
| 7 | AlphaTauri-Honda          | 31     |
| 8 | Racing Point-Mercedes     | 15     |
| 9 | McLaren-Renault           | 14     |
| 10 | Haas-Ferrari              | 1      |

## Tabela do campeonato após a corrida
Somente as cinco primeiras posições estão incluídas nas tabelas.
| Pos | Piloto          | Pontos | Var     |
| --- | --------------- | ------ | ------- |
| 1   | Lewis Hamilton  | 157    | Estável |
| 2   | Max Verstappen  | 110    | Estável |
| 3   | Valtteri Bottas | 107    | Estável |
| 4   | Alexander Albon | 48     | Aumento |
| 5   | Charles Leclerc | 45     | Baixa   |

| Pos | Construtor            | Pontos | Var     |
| --- | --------------------- | ------ | ------- |
| 1   | Mercedes              | 264    | Estável |
| 2   | Red Bull-Honda        | 158    | Estável |
| 3   | McLaren-Renault       | 68     | Aumento |
| 4   | Racing Point-Mercedes | 66     | Baixa   |
| 5   | Ferrari               | 61     | Estável |